# Oxira pygmaea
Oxira pygmaea är en fjärilsart som beskrevs av Charles Boursin 1956. Oxira pygmaea ingår i släktet Oxira och familjen nattflyn. Inga underarter finns listade i Catalogue of Life.